# Мокранський потік
Мокранський потік (словац. Mokranský potok) — річка в Словаччині, ліва притока Чечейовецького потоку, протікає в окрузі Кошиці-околиця.
Довжина приблизно 8.4-8.9 км. Витік знаходиться в масиві Кошицька улоговина — на висоті близько 255—260 метрів. Протікає територією міста Молдава-над-Бодвою і села Мокранці.
Впадає в Чечейовецький потік на висоті приблизно 180—185 метрів.